# 青春は痛いっス
『青春は痛いっス』（せいしゅんはいたいっス）は、筒井旭による日本の漫画作品。「マーガレット」（集英社）にて1996年17号から1999年3・4合併号まで連載されていた。作者にとっては初連載作品である。単行本全5巻。

## あらすじ
とてつもない怪力の持ち主・セツが卓球部のマネージャーとなり、騒動を繰り広げる。勘違いと行違い満載のラブコメディ。

## 登場人物
嵐山 セツ（あらしやま せつ）
1年。5歳の頃、兄のせいで事故に遭い退院後には怪力になっていたという。
実幸と、自分が思い描いていた「運命の出会い」を果たし、一目惚れ。顔は可愛いが、性格に難あり。
北別府 実幸（きたべっぷ みゆき）
2年。卓球部所属。中学2年生の時、関東大会で優勝した。セツに一目惚れされ、初めは困っていたが、可憐な容姿との狭間で揺れ動く。味覚音痴。
嵐山 京太郎（あらしやま きょうたろう）
3年。セツの兄。卓球部部長。
御園 たま子（みその たまこ）
1年。京太郎のことが好き。セツの巻き添えで卓球部のマネージャーになる。
吉良 輝夫（きら てるお）
2年。実幸の親友。卓球部所属。セツに想われる実幸を温かく見守る。
自分につきまとう流星を鬱陶しく思っていたが、女装した彼を本人だと気づかずに好きになってしまう。
大磯 波平（おおいそ なみへい）
1年。セツ・京太郎のいとこ。「熱血野郎」フェチで、熱い男を見ると興奮する。ただし、ゲイではない。
小軽米 流星（こかるまい りゅうせい）
1年。ボクシング部のホープだったが、吉良のことを好きになり卓球部に移った。かなり小柄。
小軽米 昴（こかるまい すばる）
3年。流星の兄。ボクシング部部長。京太郎と仲が良い。卓球部員一同に振り回される。
蜂ヶ谷 吉彦（はちがや よしひこ）
セツ等より1学年下。ゲイ。中学生の時、練習試合で見かけた実幸のことを好きになる。
二階堂 奈月（にかいどう なつき）
セツ等より1学年下。小軽米兄弟のいとこ。女装時の流星とそっくり。ドジでよく転ぶ。波平のことを好きになる。
嵐山家の父
何を考えているのかさっぱり分からない、嵐山家の大黒柱。成田山のお守りがトレードマーク。

## 書誌情報
- 筒井旭『青春は痛いっス』 集英社〈マーガレットコミックス〉、全5巻
  1. 1997年4月発行、ISBN 4-08-848639-0
    - まいりました!

  2. 1997年9月発行、ISBN 4-08-848707-9
    - けっこうなおてまえで

  3. 1998年3月発行、ISBN 4-08-848768-0
  4. 1998年9月発行、ISBN 4-08-848858-X
  5. 1999年5月発行、ISBN 4-08-847063-X